# Jana Šimánková
Jana Šimánková (* 6. April 1980 in Brünn) ist eine ehemalige tschechische Volleyballspielerin, die auf der Position des Zuspielers spielte.

## Karriere
Šimánková unterschrieb ihren ersten Profivertrag in der Saison 1999/2000 beim tschechischen Klub VK Královo Pole. In der Saison 2003/04 wechselte sie nach Griechenland, um dort beim Klub Panathinaikos zu spielen, mit dem sie dreimal hintereinander die griechische Meisterschaft gewann. Nach weiteren Stationen im Ausland beendete Šimánková ihre Karriere im Jahre 2014 beim französischen Klub Paris Saint-Cloud, bei dem sie zuletzt spielte.
Von 2000 bis 2009 war Šimánková Teil der tschechischen Frauen-Volleyball-Nationalmannschaft und stand im Kader bei der Frauen-Volleyball-Weltmeisterschaft 2002 in Deutschland.
| Saison            | Verein/Klub                 | Land         |
| ----------------- | --------------------------- | ------------ |
| 1999/00 – 2003/04 | VK Královo Pole             | Tschechien   |
| 2004/05 – 2006/07 | Panathinaikos               | Griechenland |
| 2007/08 – 2007/08 | Olympiakos Piräus           | Griechenland |
| 2008/09 – 2008/09 | Ciudad Las Palmas GC Cantur | Spanien      |
| 2009/10 – 2009/10 | Iraklis Kifisias            | Griechenland |
| 2010/11 – 2010/11 | AO Markopoulo               | Griechenland |
| 2011/12 – 2013/14 | Paris Saint-Cloud           | Frankreich   |

## Erfolge
- Sieger griechische Meisterschaft: 2005, 2006, 2007

- Sieger griechischer Pokal: 2005, 2006